# Lorenz Müller
Pour les articles homonymes, voir Müller.
Lorenz Müller est un herpétologiste allemand, né le 18 février 1868 à Mayence et mort le 1er février 1953 à Munich.

## Biographie
Il commence ses études dans le domaine de l’art et se rend à Paris, en Belgique et aux Pays-Bas. Il est passionné dès son jeune âge par la terrariophilie et élève de nombreux amphibiens et reptiles. Il entre en contact avec Oskar Boettger (1844-1910) et Willy Wolterstorff (1884-1943), les deux scientifiques l’encouragent.
Il commence à travailler comme illustrateur au Collection zoologique d'État de Munich mais, comme les collections herpétologiques n’ont pas de taxidermiste, il exerce les fonctions de conservateur à partir de 1903. Ces collections sont anciennes et très riches, notamment constituées des spécimens de Johann Baptist von Spix (1781-1826) et de Johann Georg Wagler (1800-1832). Sous sa direction, la collection s’enrichit rapidement.
Il participe en 1909 et 1910 à une expédition en Amazonie. Ce n’est qu’en 1912 que le muséum lui donne un véritable poste avant de devenir conservateur en chef du département de zoologie en 1928. Durant la Première Guerre mondiale, il sert dans les Balkans et passe l’essentiel de son temps à recherches des spécimens.
Dans les années 1920, Müller visita les Iles Baléares et y étudia les Podarcis. Il décrivit plusieurs sous-espèces, dont la Podarcis lilfordi rodriquezi aujourd'hui éteinte.
Bien qu’en retraite, il est rappelé, au début de la Seconde Guerre mondiale, au Collection zoologique d'État de Munich pour y superviser l’emballage des collections avant de les mettre à l’abri. Mais les bombardements détruisent malgré tout une grande partie de celles-ci ainsi que la collection et la bibliothèque privées de Müller. Après la guerre, il se libère de ses fonctions de directeur des collections herpétologiques et se consacre à la reconstruction de la Collection zoologique d'État de Munich.
Il meurt à 85 ans en 1953 d'une bronchite.
Il publie plus de 100 articles sur l’herpétofaune. Il fait paraître également ses observations sur la terrariophilie.

## Source
- Kraig Adler (1989). Contributions to the History of Herpetology, Society for the study of amphibians and reptiles.